# Ундадибдид
Ундадибдид (шум. un-da-lu-lu; «Взятый (избранный) народом (или родом)») — царь (лугаль) города-государства Акшак в Древней Месопотамии, правивший в XXV веке до н. э. Правил 6 лет.